# Fox i sauk

Bandera de la Nació Sauk i Fox d'Iowa i Kansas.

Els fox i sauk són dues tribus algonquines unides en una sola reserva en el segle XIX. El nom sauk prové d’osa-kiwug o osagi "poble de la terra groga". Els fox s'anomenaven mesquakie o meshkwakihug "gent de la terra groga", però els digueren FOX perquè el tòtem de la tribu era una rabosa.

## Localització
Els sauk vivien a Green Bay i Saginaw Bay (el nom prové de sauk), però durant el segle xviii ocuparen bona part de la vall del Mississipi, entre Rock Island (Illinois i Saint Louis (Missouri) amb els fox. Actualment viuen a la reserva Mesquakie de Tama (Iowa), a Kansas i a Oklahoma. Els fox, per la seva banda, vivien al NE de Wisconsin, i ara viuen junt als sauk.

## Demografia
En el segle xvii els sauk eren entre 1.500 i 3.000 individus. El 1900 hi havia 900 a Tama (Iowa). El 1960 hi havia 525 a Iowa, 128 a Kansas i 992 a Oklahoma. El 1970 hi havia mil sauk (d'ells 200 a Iowa). El 1990 hi havia 2.300 sauk i 1.500 fox. Segons Asher, el 1980 eren 2.500, dels quals 800 encara parlaven la llengua.
Segons dades de la BIA del 1995, els Sac & Fox de Missouri (Ne ma ha ha ki) són 8 (15 al rol tribal) a Nebraska, en 454 acres, i 192 (347 al rol tribal) a Kansas, la Sac & Fox Tribe d'Oklahoma (Sa ki wa ki) són 1.534 (2.195 al rol tribal) i els Sac & Fox tribe d'Iowa (Meshwaki) de 4.300 acres hi ha 892 (1.132 al rol tribal). En total, 3.689 apuntats al rol tribal. Segons el cens dels EUA del 2000 hi havia 6.578 individus.

## Costums
Les tribus sauk, fox i kickapoo eren força afins, i pertanyien, en general, a la cultura de les planures i dels boscos. A l'estiu vivien en llogarrets permanents de cases d'escorça vora el camp on les dones conreaven blat de moro, pèsols i carabasses; les dones de ben joves fan tasques de jardineria, però no pas agricultura comercial. Després de la collita, se separaven en grups familiars que aixecaven cases d'hivern de pals cobertes de catifes de canya, i a l'estiu emigraven a Iowa per a caçar bisons.
Les famílies eren agrupades en 11 clans (peix, guineu, guerrer, os, llop, tro, castor, patata, àliga, cérvol i pau), els membres dels quals traçaven llur descendència d'un fundador mític per límia paterna. Els clans patrilinials regulaven l'herència dels noms personals, i controlaven les cerimònies religioses, com la Dansa del Crani o del Cigne.
D'altres, com la famosa Midewiwin, la seva principal organització religiosa, era controlada per societats secretes o la Gran Societat de Medicina, els membres de la qual es creien amb capacitat per curar la malenconia i ajudar sobrenaturalment a la tribu. Molts rituals detenien l'ús d'amulets i objectes sagrats o màgics.
Els sauk eren governats per un consell tribal i per cabdills hereditaris, que duien al cap un turbant amb pues de pors espí, i que en temps de guerra eren substituïts per cabdills militars seleccionats per llur habilitat militar. Els fox deixaven els afers de la tribu en mans d'un capitost de pau i d'un consell d'ancians, però els afers importants eren decidits per tota la tribu. Els cabdills eren escollits segons llur habilitat i valor.
El 1960 uns 500 s'havien fet de la Native American Church, i la BIA manté a la reserva de Tama una escola elemental i una altra de batxillerat. També tenen un consell que manté relacions amb el govern.

## Història
En l'antiguitat potser formaven una sola tribu amb fox, kickapoo i shawnee a la vall d'Ohio, on també eren enemics dels sioux, omaha i menominee, però en el segle xvii foren desplaçats de Green Bay per la Confederació Iroquesa. El 1667 els sauk foren descoberts per jesuïtes francesos.
Els fox vivien als marges del Lake Winnebago (al riu Fox), d'on foren expulsats pels anishinaabemowin el 1780. El 1712 el cap fox Pemoussa s'alià amb anglesos i kickapoo contra francesos i menominee; aquests els venceren el 1716, però tornaren a la càrrega amb suport dels abnaki, iroquesos i sioux. El 1730 una expedició francesa provocà la II Guerra Fox, amb sauk i winnebago, que gairebé exterminà els fox (400 fox morts i 500 presoners), i per això des del 1733 s'aliaren amb els sauk i foren enemics dels francesos fins al 1737. El 1763 donarien suport a la revolta de Pontiac, i el 1770 foren moguts amb els fox al Missouri pels espanyols, dels quals esdevingueren aliats. Els atacs dels chippewa el 1780 va reforçar la seva aliança.

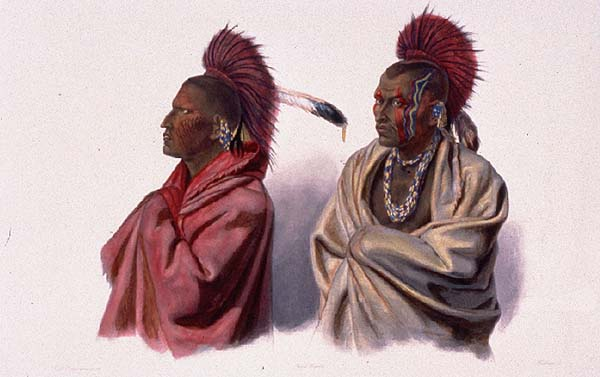
El cap sauk Massika, a l'esquerra i Wakusasse, un fox, pintats el 1833, amb vestimenta tradicional

El 3 de novembre del 1804 el Comissionat William Henry Harrison pressionà a alguns cabdills sauk, i mercè el Tractat de Saint Louis, van cedir llurs terres, 15 milions d'acres d'Illinois, Missouri i Wisconsin, a canvi de menjar i anyalitats, malgrat l'oposició de Black Hawk. Com a protesta, un grup de sauk i fox, anomenats Rock River, comandats per Matakaime Shekiakiak/Falcó Negre (Black Hawk, 1767-1838) no volgué abandonar la vila de Saukenuk (Illinois), i per això foren atacats per la milícia del governador John Reynolds, que els massacrà i només se salvaren alguns que travessaren el Mississipi. Com a resposta, van lluitar amb la Gran Bretanya a la Guerra del 1812 i donaren suport a la Guerra de Tecumseh, tot i que altres cabdills, com Kiyokaga o Keokuk (1780-1848) es van mantenir neutrals.
El 1818 el territori d'Illinois esdevingué Estat de la Unió, cosa que va fer augmentar la pressió sobre ells. El 1829 els colons ocuparen llurs terres tot aprofitant que estaven hivernant, i quan tornaren s'iniciaren els conflictes; Keokuk acceptà marxar a Iowa, però el profeta winnebago White Cloud aconseguí convèncer Black Hawk i que s'aliessin fox, sauk, winnebago, kickapoo i potawatomi. El 1830 sauk, fox i winnebago participaren en la Guerra de Black Hawk, qui des del 1813 era cap del Consell Federal Indi en substitució de Tecumseh (cabdill shawnee), tot i que ja aleshores era un ancià, quan revocaren l'acte de venda de terres a l'Oest del Mississipi i s'establí al riu Wisconsin. L'abril del 1832, 400-500 guerrers travessaren Illinois, atacats pel brigada Henry Atkinson, però el maig venceren les tropes d'Isaiah Stillman; pujaren pel riu Rock, però marxaven amb dones i nens i patien fam, de manera que el 2 d'agost travessaren novament el riu i foren derrotats a Bad Axe, massacre amb l'ús de vaixells de guerra on foren assassinats a canonades uns 300 indis. Keokuk, però, no es va unir a la revolta; el juliol es van rendir i Black Hawk fou fet presoner el 21 de setembre del 1832 i tancat a Fortress Monroe (Virgínia) fins al 1834, quan el posaren sota la custòdia de Keokuk. Així els imposaren l'anomenada Black Hawk Purchase, pel qual els obligaren a vendre les terres i marxar a una reserva a Iowa.
Keokuk viatjà a Washington per defensar les terres d'Iowa, que eren reclamades pels iroquesos. Aleshores foren duts a Iowa el 1837. Black Hawk morí de vellesa i de tristor, i uns anys més tard Keokuk fou assassinat per un dels seus.
D'ací foren duts a Kansas el 1842, però un grup tornaria a Iowa el 1850, on hi van constituir la Reserva Mesquakie (Tama), comprada el 1857 per la BIA; però el 1867 Moses Keokuk, fill de Kiyokaga, va vendre la terra de Kansas per un dòlar l'acre, amb fox i kanza, i marxaren a Oklahoma. El 1869 hi obtingueren 759.000 acres als actuals comtats de Lincoln, Payne i Potawatomi, on uns 500 es dispersaren en llurs cases tradicionals. El 1870 reberen una missió quàquera, que fundà una escola el 1873 que funcionaria fins al 1917. Endemés, el 1885 adoptaren una Constitució i un govern tribal, construïren un molí de fusta, una ferreria i un banc.
Entre els principals membres de la tribu destacaren William Jones (mort el 1907), graduat a Harvard i antropòleg per la Universitat de Colúmbia, va estudiar llurs costums el 1901-1903 i va morir a mans de nadius a les Filipines. Mentrestant, el sauk de Kansas, Johnatan Koshiway (1886-1971) va fer proselitisme per al culte peyote. Tony Wapp fou destacat jugador de basket el 1929-1937. El membre de la tribu més popular d'aquest segle, però, ha estat l'esportista James Francis Thorpe o Wa Tho Huck (Sendera brillant, 1886-1953), medalla d'or en pentatló i decatló als Jocs Olímpices d'Estocolm de 1912, però fou desqualificat perquè cobrà diners jugant al futbol i beisbol el 1909-1910; va jugar al beisbol el 1913-1919 i al futbol professional el 1919-1926. Considerat el millor esportista de la primera meitat del segle xx, va morir alcohòlic a la reserva. El 1973 el COI li va retornar les medalles i el 1983 li aixecaren la desqualificació.
La seva filla, Grace Thorpe, participà i encapçalà amb el mohawk Richard Oakes l'ocupació d'Alcatraz per l'AIM el 9 de novembre del 1969. Per altra banda, el 1968 provocaren protestes a Tama (Iowa) pel tancament d'una escola superior. El 1869 un grup de sauks, liderats per Mokohoko, decidiren quedar-se a Nebraska i Kansas i no marxar a Oklahoma. El 1934 els Sac & Fox de Missouri foren reconeguts com a tribu federal per la Indian Reorganization Act. Charlie Robidoux en fou cap del 1920 al 1973.

## Llista de Sauk i fox
- Black Hawk
- Keokuk
- Moses Keokuk
- William Jones
- James Francis Thorpe
- Grace Thorpe
- Ray Young Bear